# Галимарданов, Марсел Магфурович
Марсел Магфурович Галимарданов (род. 3 октября 1951, Новобалтачево, Башкирская АССР) — российский политик, депутат Государственной Думы Федерального Собрания Российской Федерации 6-го созыва.

## Биография
Образование:
- Высшее пограничное военно-политическое училище КГБ при СМ СССР им. К. Е. Ворошилова (1974)
- Военно-политическая академия им. В. И. Ленина (1983)
- Центр правовой переподготовки при Гуманитарной академии Вооруженных Сил (1994)
- Академия народного хозяйства при Правительстве Российской Федерации (1997)
- Институт повышения квалификации Волго-Вятской академии государственной службы (2004)

Работал преподавателем физики средней школы в Актанышском районе Татарской АССР. Служил в Вооруженных Силах. От курсанта Высшего пограничного военно-политического училища КГБ СССР дорос до начальника отдела Военно-политического управления пограничных войск КГБ СССР.
Главный федеральный инспектор по Республике Татарстан аппарата полномочного представителя Президента Российской Федерации в Приволжском федеральном округе.

### Депутат госдумы
Депутат Государственной Думы избран в составе федерального списка кандидатов, выдвинутого Всероссийской политической партией «ЕДИНАЯ РОССИЯ». Дата начала полномочий: 4 декабря 2011 года (шестой созыв). Член комитета ГД по безопасности и противодействию коррупции